# Mazin Wars
 (décembre 2018).
Si vous disposez d'ouvrages ou d'articles de référence ou si vous connaissez des sites web de qualité traitant du thème abordé ici, merci de compléter l'article en donnant les références utiles à sa vérifiabilité et en les liant à la section « Notes et références ».
Pour les articles homonymes, voir Mazin.
Mazin Wars (マジンサーガ, Mazin Saga) est un jeu vidéo d'action développé par Dynamic Planning, sorti en 1993 sur borne d'arcade et  Mega Drive.